# ÖBB Nahverkehrs-Doppelstockwagen
Die Nahverkehrs-Doppelstockwagen der Österreichischen Bundesbahnen (ÖBB) sind doppelstöckige Wendezuggarnituren für den Nahverkehr. Sie sind seit 1996 zunächst im Regionalverkehr, später auch im S-Bahn-Verkehr sowie beim Wiener Flughafenshuttle City Airport Train im Einsatz. Die Wagen wurden von SGP Verkehrstechnik, Siemens Transportation Systems (Prag), Jenbacher Transportsysteme und ÖBB-Technische Services gebaut.
Die Wagen tragen die Baureihenbezeichnung 26-33 (Zwischenwagen) und 80-33 bzw. 86-33 (Steuerwagen). Sie wurden nachträglich vom am Bau beteiligten Unternehmen Siemens in die Viaggio-Baureihe eingeordnet und als Viaggio Twin bezeichnet. Zwischenwagen der gleichen Bauart wurden auch von den Schweizerischen Bundesbahnen (SBB) für die Re 450 beschafft.
Die Fahrzeuge wurden insbesondere für den Nahverkehr in der Ostregion Österreichs beschafft und sind seither hauptsächlich dort im Einsatz. Die Bundesländer Wien und Niederösterreich haben den Kauf durch Förderzahlungen unterstützt. Ein Teil der Fahrzeuge trug ein großes Wiesel-Symbol auf der Seite zwischen den oberen und unteren Fensterreihen, welches damals die Marke für den Regionalverkehr im Land Niederösterreich darstellte. Daher waren die Fahrzeuge umgangssprachlich auch als Wiesel oder Wiesel-Züge bekannt.
Eine Garnitur besteht einem Steuerwagen und üblicherweise bis zu vier Zwischenwagen, die von einer Lokomotive gezogen bzw. geschoben werden. Die Wagen verfügen an den Enden über eine Schraubenkupplung und einen Wagenübergang in normaler Höhe, sie können also freizügig mechanisch gekuppelt werden.

## Geschichte

### Beschaffung der ersten Serie

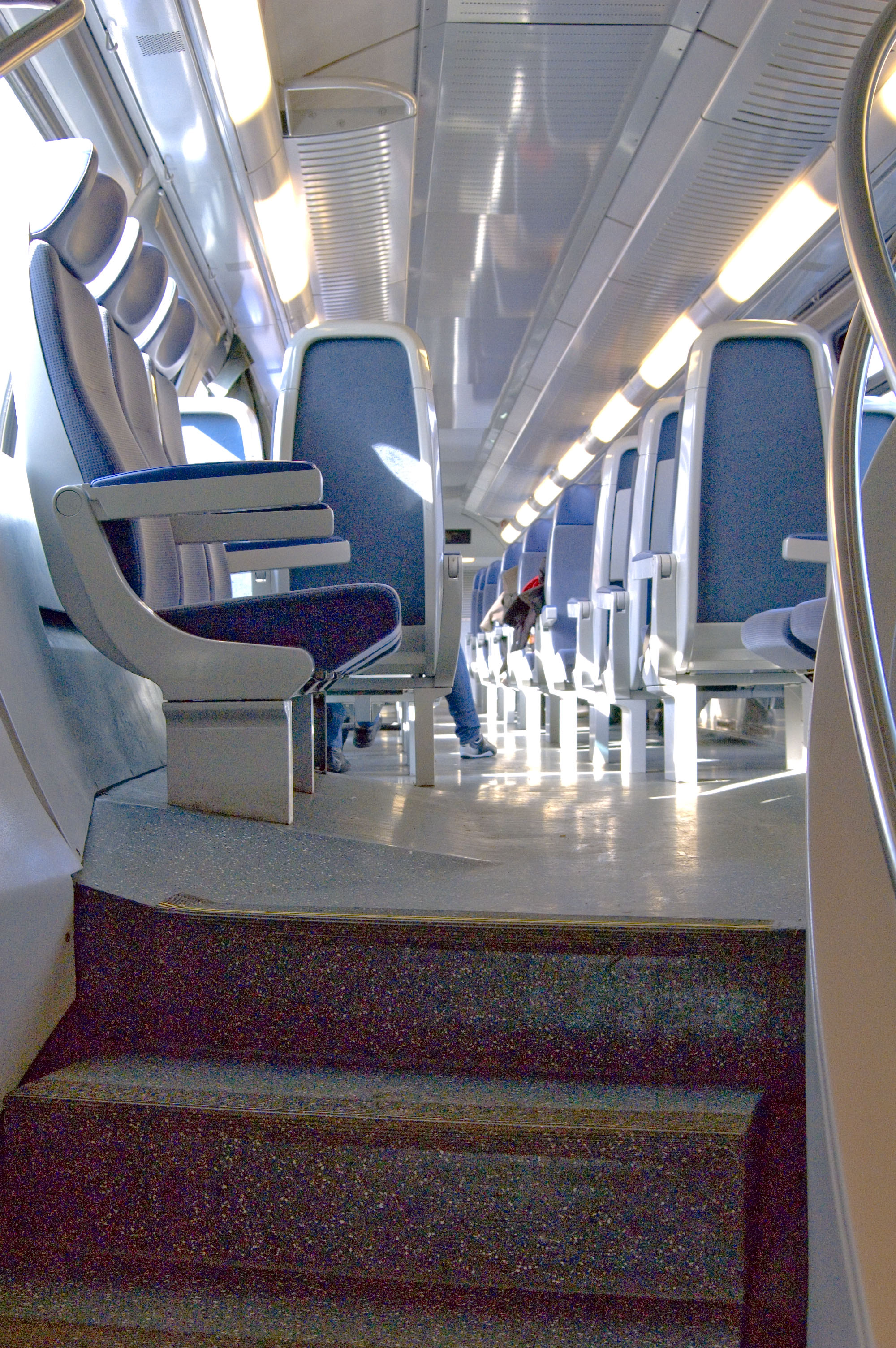
Stiegen und obere Ebene

Da Anfang der 1990er Jahre der Nahverkehr im Wiener Raum so gut ausgelastet war, dass die alten einstöckigen Wagen nicht mehr ausreichten, wurde beschlossen, neue doppelstöckige Wendezüge zu beschaffen. So weilte 1993 eine doppelstöckige Schnellbahn-Garnitur der Zürcher S-Bahn (Re 450) zu Testzwecken in Wien. In einer ersten Tranche wurden 203 Zwischenwagen (von denen bei 43 Wagen im Untergeschoß acht Sitze entfernt wurden und der frei gewordene Platz für Fahrräder verwendet wird) und 37 Steuerwagen in Auftrag gegeben, an der Produktion sollten sich mehrere österreichische Unternehmen beteiligen.
Im August 1996 wurde im SGP-Werk Graz mit dem Bau der Wagenkästen für die Doppelstockwagen begonnen, am 17. Dezember 1996 konnte der erste größtenteils fertiggestellte Zwischenwagen der Presse vorgestellt werden, ehe die technischen Anlagen komplettiert wurden.
Am 3. April 1997 erfolgte die erste Probefahrt der neuen Wagen, und zwar von zwei Zwischenwagen vom ÖBB-Technische Services Werk Simmering nach Hohenau und wieder zurück. Erst knapp 3 Monate später, Ende Juni, wurden die ersten Testfahrten, bei denen ein Steuerwagen führte, durchgeführt, als Schiebelokomotive fungierte eine ÖBB 1142. Am 17. Juni 1997 wurde eine Garnitur getauft und der Öffentlichkeit präsentiert. Bei dieser Veranstaltung war unter anderem Verkehrsminister Klima anwesend.
Wieder drei Monate später, am 27. September 1997, wurde ein Zugpaar Wien – Payerbach-Reichenau und zurück auf eine Lokomotive der Reihe 1142 und vier Doppelstock-Zwischenwagen und einen Steuerwagen umgestellt. Das war der erste planmäßige Fahrgasteinsatz, in den darauffolgenden Wochen wurden die Einsätze in diesem Abschnitt sukzessive erweitert. Die neuen Wagen, besonders das Obergeschoß, kamen sofort gut bei den Fahrgästen an.
Da die Hauptwerkstätte Simmering, die die letzten Teil der Fertigung der Fahrzeuge übernahm, mit Personalmangel zu kämpfen hatte und so die geplante Arbeitszeit nicht eingehalten werden konnte, wurden Anfang 1998 einige Wagenkästen ohne Inneneinrichtung in nicht benötigten Heizhäusern (u. a. Mistelbach Lokalbahnhof, St. Pölten, Hainfeld) witterungsgeschützt abgestellt, bis in Simmering wieder freie Kapazitäten vorhanden waren.

### Beginn des Fahrgasteinsatzes
Ab November 1998 wurden die neuen Garnituren in der Hauptverkehrszeit auch auf der Ostbahn zwischen Wien Südbahnhof (Ost) und Nickelsdorf eingesetzt, bald darauf wurde die Nordbahn auf die doppelstöckigen Fahrzeuge umgestellt. Anfang 2000 folgte der Einsatz auf der Franz-Josefs-Bahn von Wien nach Krems und Sigmundsherberg sowie zwischen Wien und Deutschkreutz, zum Fahrplanwechsel im Dezember 2000 wurden die Eilzüge Wien Westbahnhof – St. Valentin (Westbahn) ebenfalls umgestellt.
Beginnend mit dem Fahrplanwechsel im Dezember 2003 wurden die Regionalzüge der Nord- bzw. Nordwestbahn über die Wiener Schnellbahn-Stammstrecke durchgebunden und mit den Regionalzüge der Südbahn nach Payerbach-Reichenau verbunden. Diese durchgebundenen Verkehre erfolgten mit den Doppelstockwagen. Zeitgleich ging der CityAirportTrain (CAT) in Betrieb, welcher ebenfalls über angepasste Doppelstockwagen verfügt.

### Beteiligung der Bundesländer und Außendesign mit Wiesel-Branding
Die Fahrzeuge wurden im zum Auslieferungszeitraum gerade neu eingeführten CRD2000-Design in einem rot-grauen Schrägdesign mit weißen Türen und mit der Marke CityShuttle versehen gestaltet. Innen wurden sie mit grauen Sitzen mit blauen Bezügen bestuhlt. Diese Sitze und Farbgestaltung ist dieselbe wie in den – ebenso neu CityShuttle genannt – modernisierten und umgebauten ÖBB Inlandsreisezugwagen. Die Steuerwagen verfügten an der Front über ein erhaben ausgeführtes Pflatsch-Logo.
Das Land Niederösterreich beteiligte sich beim Kauf der ersten Serie an Doppelstock-Wendezügen finanziell (etwa 1,7 Milliarden Schilling bei einer Gesamtinvestition von 8 Milliarden). Die für den Einsatz in Niederösterreich vorgesehenen Fahrzeuge dieser Serie erhielten seitlich ein großes „Wiesel“-Logo, welches die Marke für den Nahverkehr des Landes Niederösterreichs darstellte. Ebenso wurde neben den Einstiegstüren Logos des Landes Niederösterreich sowie ein kleines Wiesel-Logo angebracht. Auch eine angebrachte Plakette im Innenraum beim Stiegenaufgang wies auf die Mitfinanzierung hin. 
Auch die Stadt Wien finanzierte gänzlich den Kauf einer fünfteiligen Garnitur (etwa 84,9 Mio. Schilling). Am 5. Mai 1999 wurde am Wiener Westbahnhof eine mit „Wiener Szene“-Schriftzügen, gestaltet vom Designer Max Jurasch, versehene Garnitur der Öffentlichkeit präsentiert, welche ab 30. Mai 1999 zum Einsatz kam. Diese Garnitur, mit Ausnahme eines Zwischenwagens, wurde am 26. Juli 2005 in Gramatneusiedl bei einer Flankenfahrt kassierungsreif beschädigt. Als Ersatz wurde einige Monate später eine „Wiesel“-Garnitur auf „Wiener Szene“ umbeklebt. Das einzige, was erhalten blieb, war der Steuerwagen mit dem Schriftzug „Wiener Szene“. Am 1. Juli 2019 kollidierte der Wiener-Szene-Steuerwagen mit einem 4020. Die Fahrzeuge der zweiten und dritten Serie tragen den „ÖBB“-Schriftzug, da kein Bundesland den Kauf mitfinanziert hat.
Im Zuge von Neulackieungen wurden die Wiesel-Logos nicht mehr aufgebracht, sondern durch den ÖBB-Schriftzug ersetzt. Fahrzeuge, die außerhalb der Ostregion eingesetzt werden, erhielten zum Teil andere Markenaufschriften, wie in Vorarlberg die Aufschrift „S-Bahn Vorarlberg“ oder in Kärnten "Autoschleuse Tauernbahn".

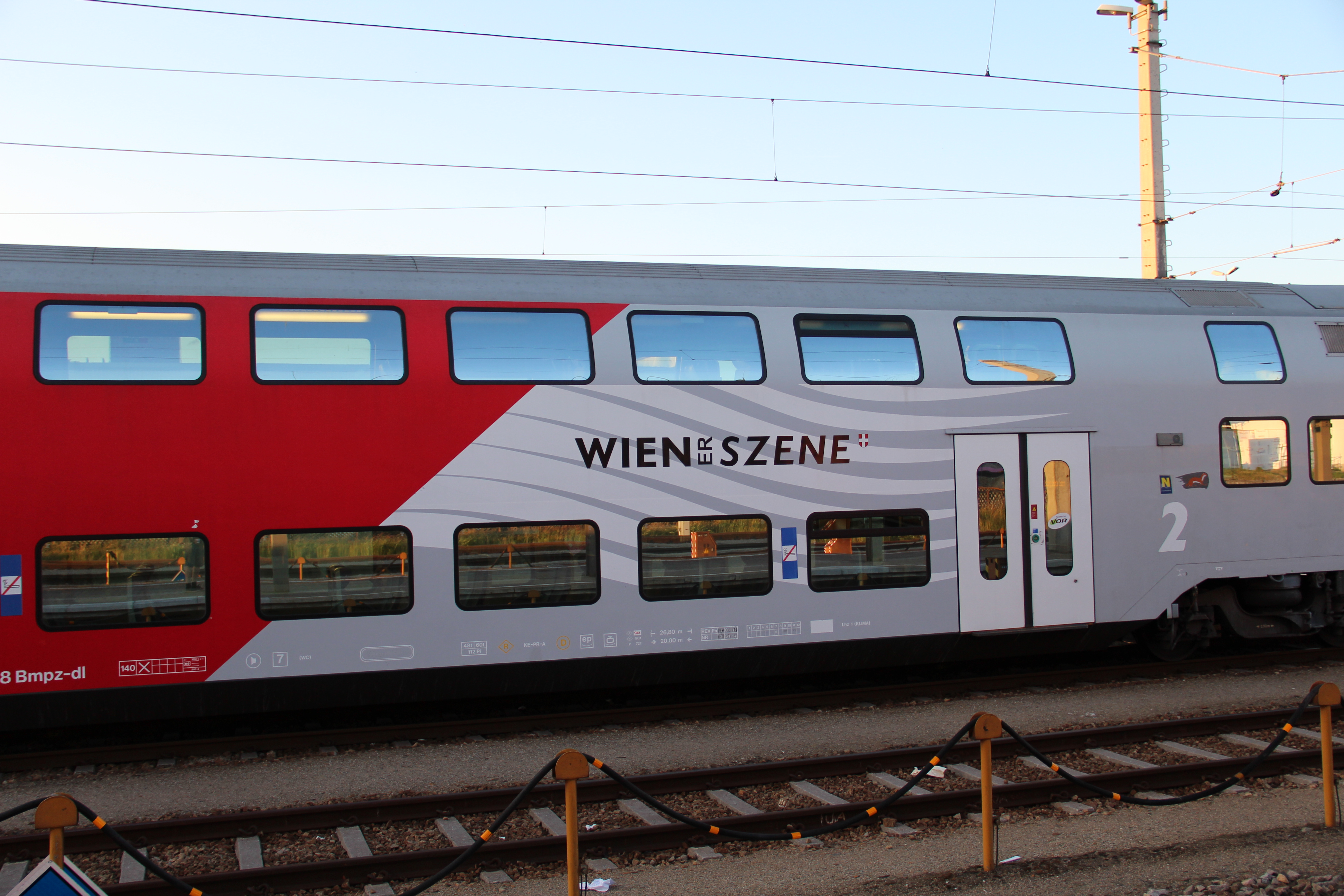
ÖBB 26-33.078 „Wiener Szene“
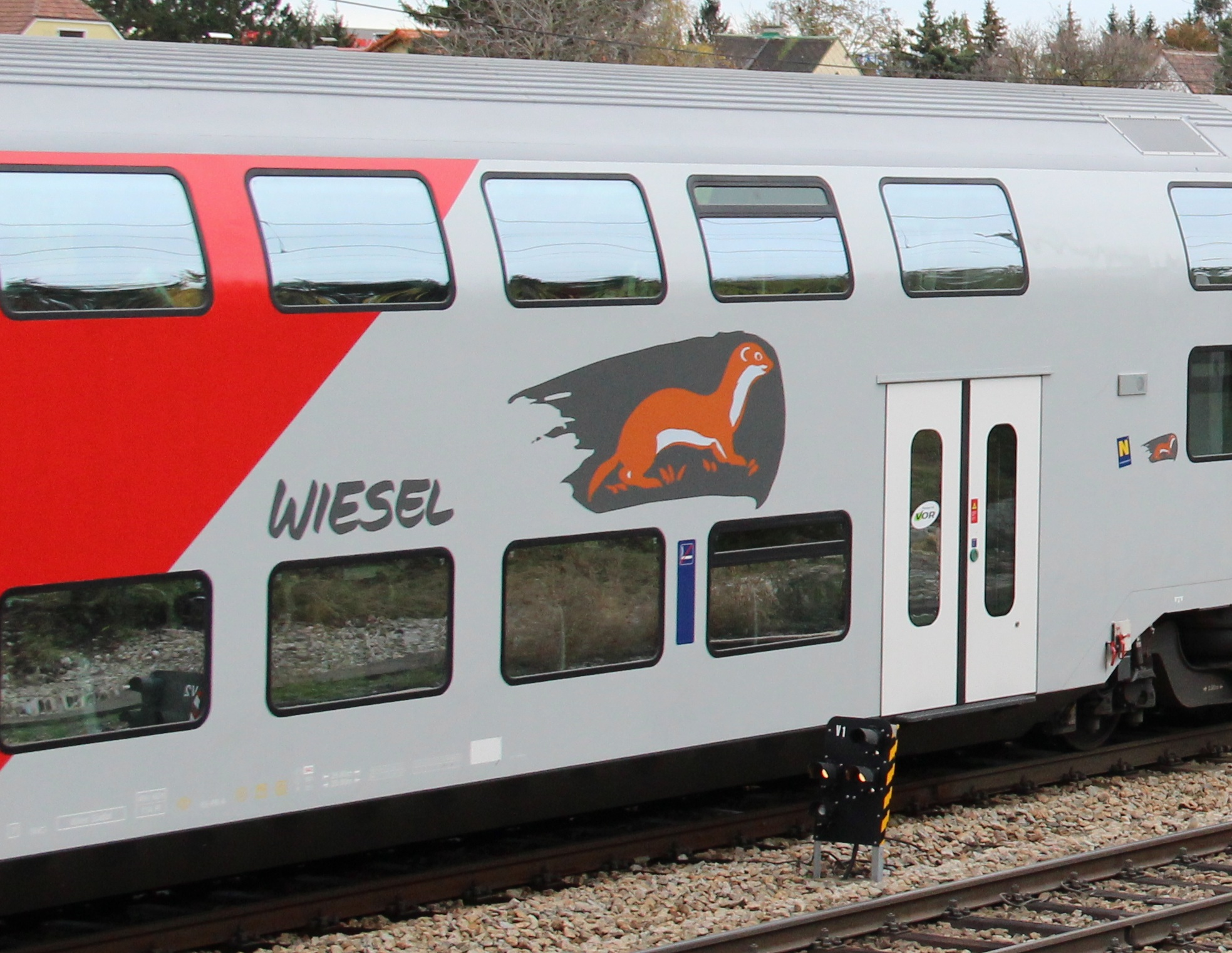
Wiesel-Logo auf einem Wagen
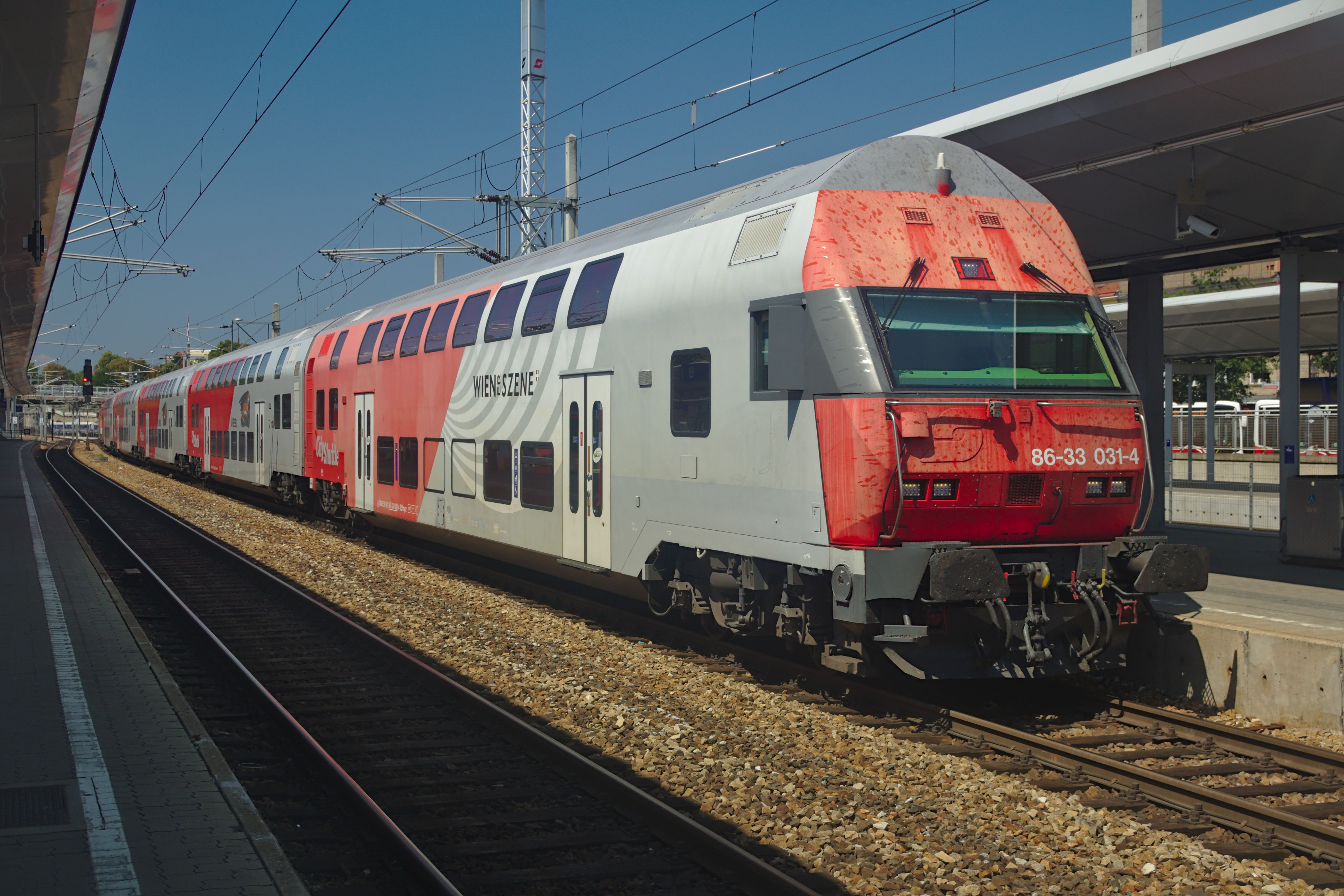
Gemischter Zug mit Beschriftungen "Wiesel" und "Wiener Szene"

### Beschaffung der zweiten und dritten Serie und diverse Umbauten

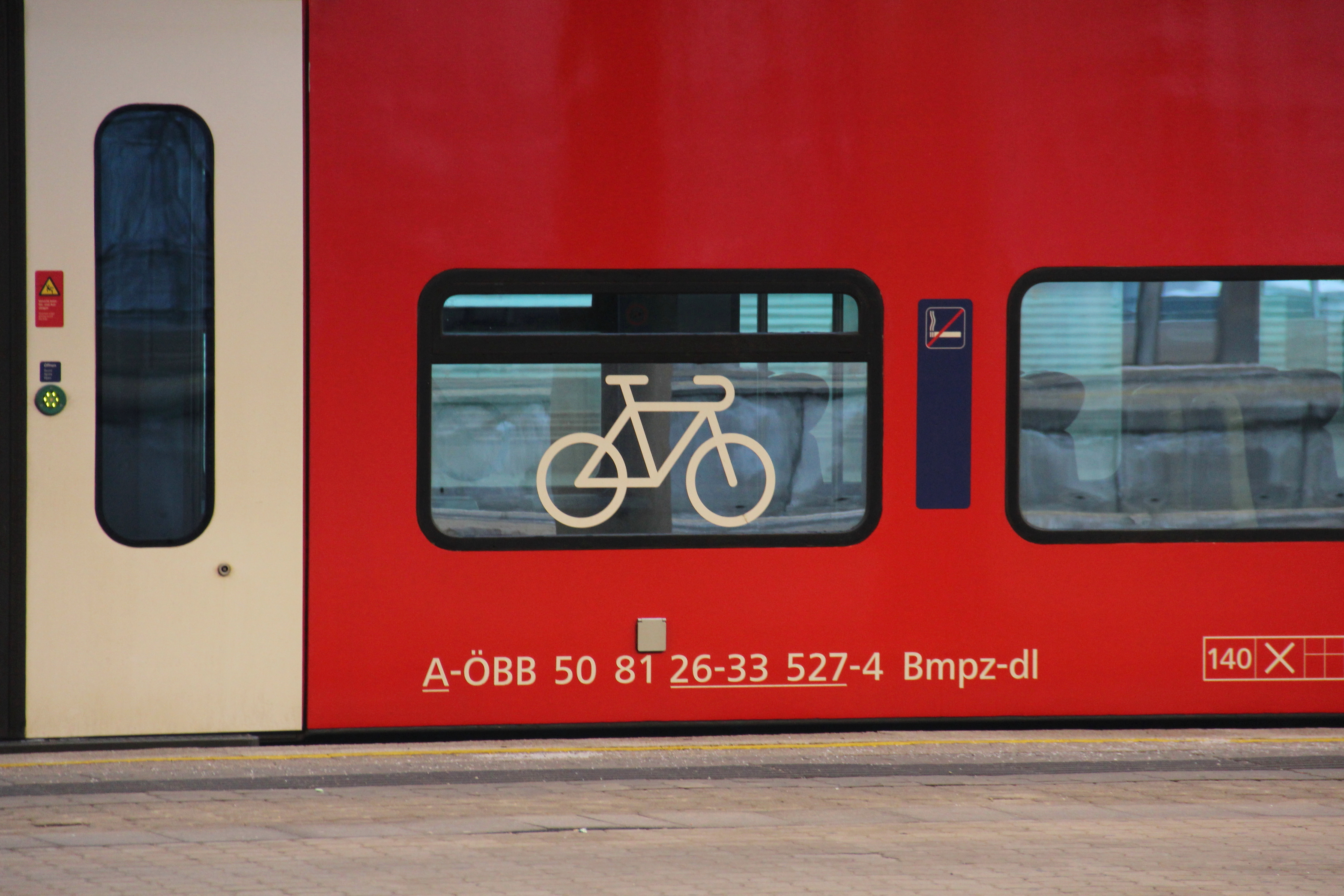
Außenansicht eines Fahrradabteils bei einem Wiesel-Doppelstockwagen

Da oft ein Mangel an doppelstöckigen Steuerwagen bestand und deshalb oft einstöckige CityShuttle-Steuerwagen aushelfen mussten, wurde beschlossen, in einer zweiten Serie 20 Doppelstock-Steuerwagen zu beschaffen. Die Wagenkästen wurden in Prag (ehemals ČKD Dopravní systémy) gefertigt, der letzte Teil der Fertigung erfolgte, wie bei der ersten Serie, im ÖBB-Technische Services Werk Simmering. Doch auch nach der zweiten Serie waren noch nicht ausreichend Fahrzeuge vorhanden, so wurden in einer dritten Serie von 2007 bis 2009 weitere 15 doppelstöckige Steuerwagen und 50 Zwischenwagen beschafft.
Der erhaben ausgeführte Pflatsch bei den Steuerwagen der ersten Serie wurde aufgrund der Ablöse des Logos durch die ÖBB-Wortmarke bei den neuen Serien nicht mehr berücksichtigt. Seit 2005 werden die Doppelstockwagen von Pflatsch auf den neuen ÖBB-Schriftzug umbeklebt, was bei den erstgebauten Steuerwagen nur bedingt möglich ist, da das erhabene Pflatsch weiterhin sichtbar ist.
Ab 2006 wurden die Steuerwagen behindertengerecht umgebaut. Dabei wurde im Niederflurbereich ein geräumiges, rollstuhlgerechtes WC und ein Mehrzweckabteil für Rollstuhl, Fahrräder und Kinderwagen eingerichtet. Die Bezeichnung wurde auf 86-33 geändert.
Weiters werden in alle Steuer- und Zwischenwagen sechs LED-Anzeigen installiert, nämlich je zwei im oberen und unteren Stockwerk, die über Datum und Uhrzeit, Ziel der Zugfahrt sowie den nächsten Halt informieren und je eine pro Wagenaußenseite in einem Seitenfenster, die ständig den Zielbahnhof anzeigt. Die Ansagen müssen auch nicht mehr vom Zugbegleiter gesprochen werden, sondern werden durch GPS-Daten automatisch abgespielt.

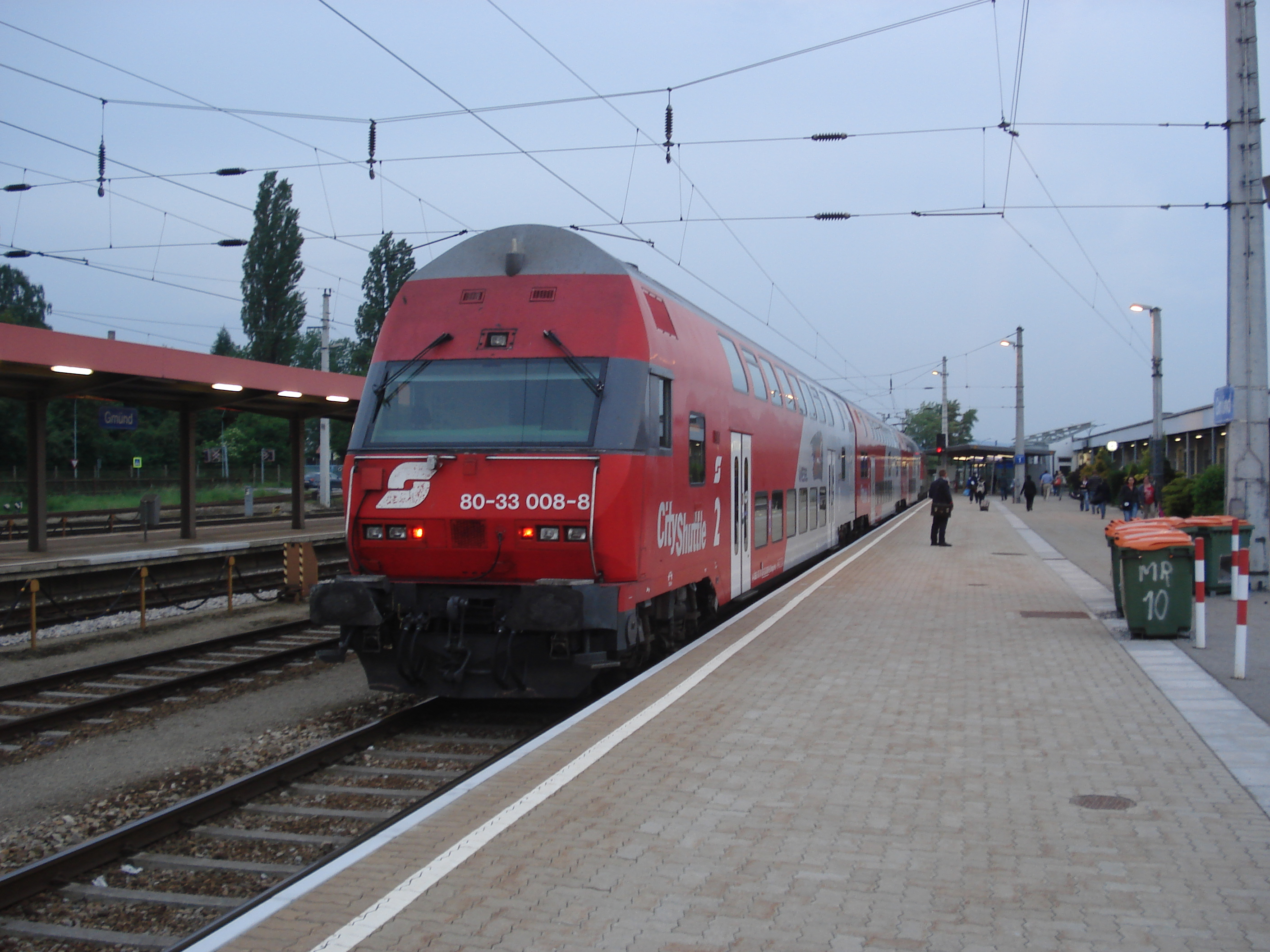
Ein Steuerwagen noch mit Pflatsch im Bahnhof Gmünd NÖ, 2011
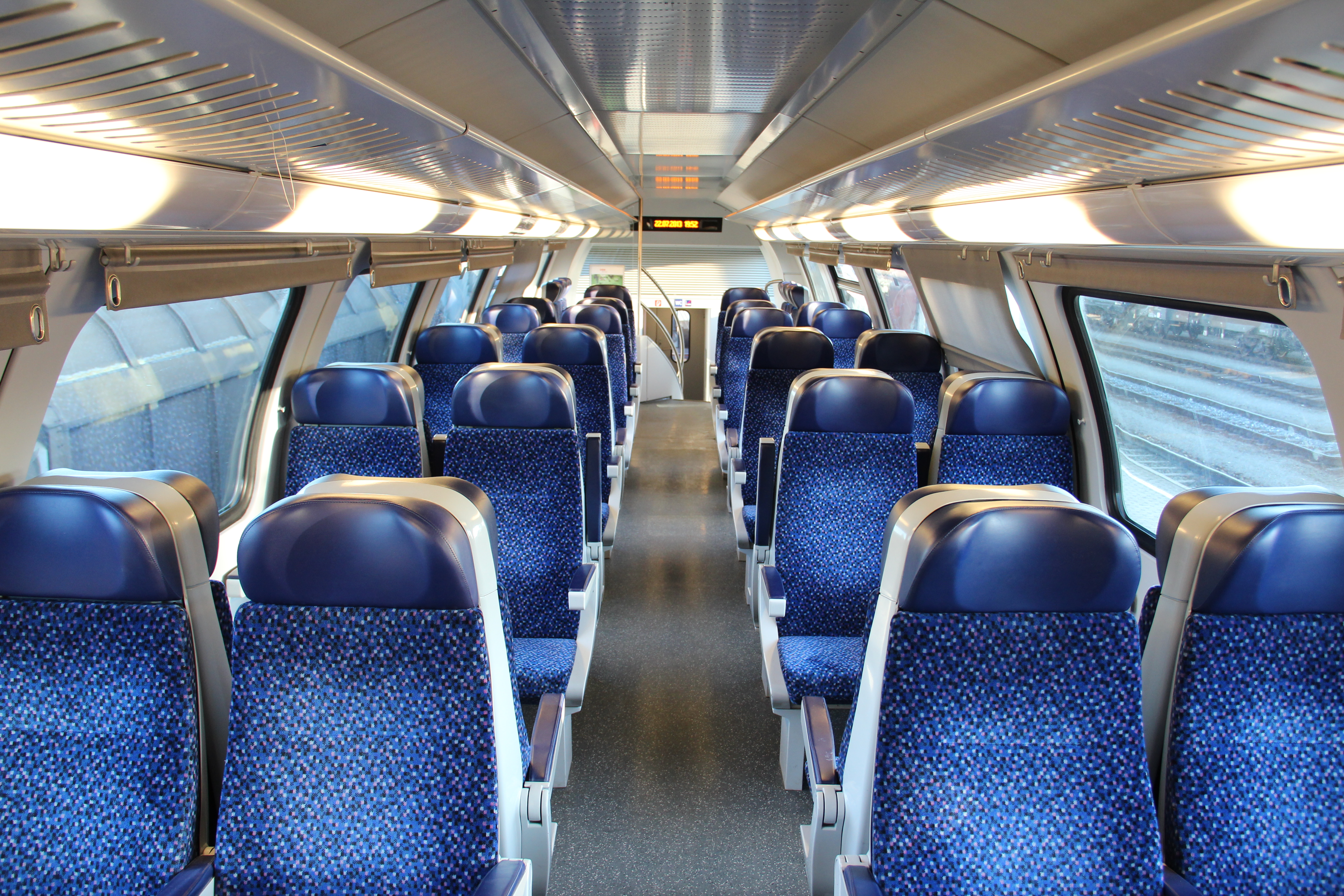
Oberes Stockwerk
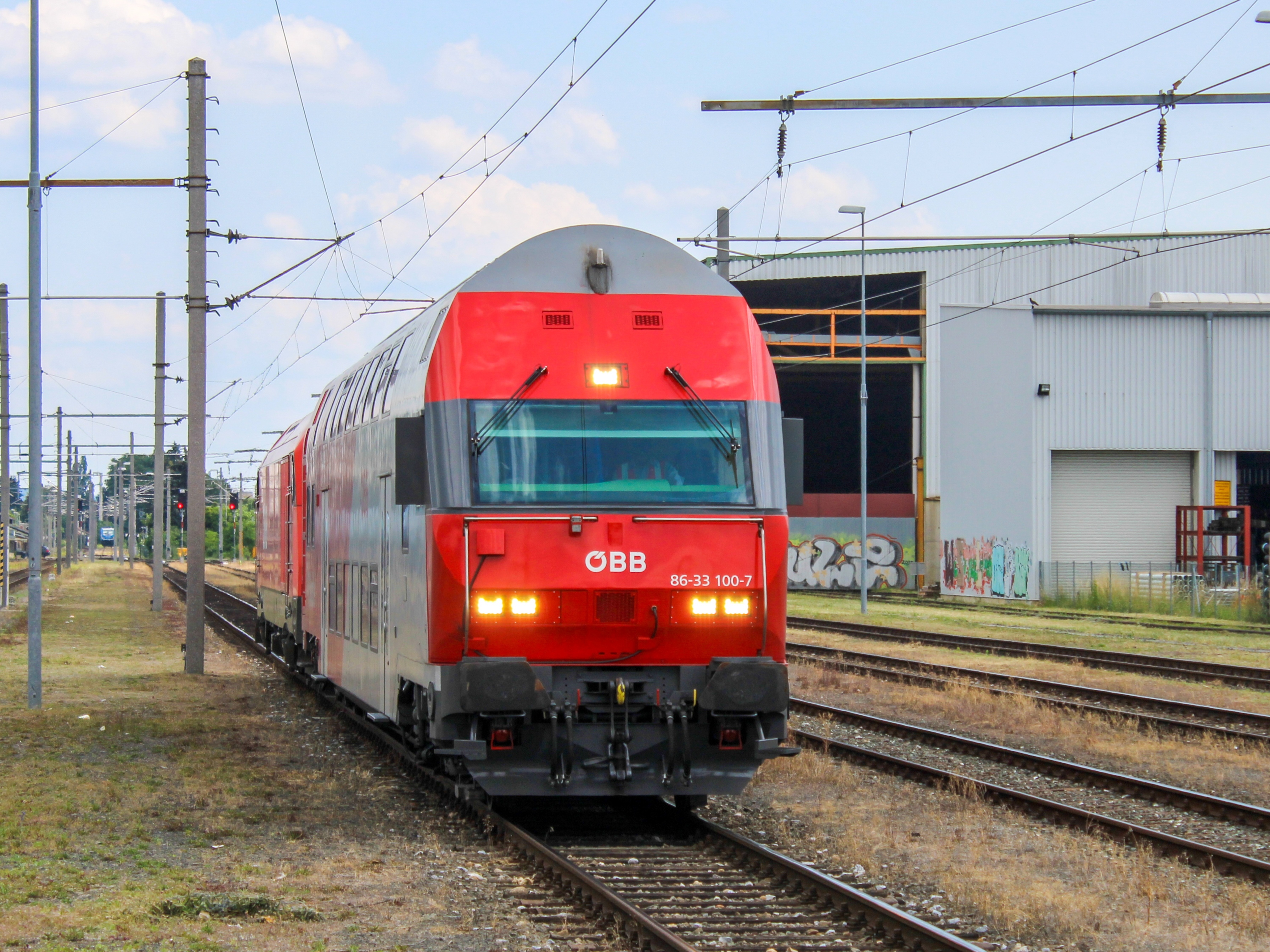
Steuerwagen 8633 100 am Grazer Ostbahnhof.
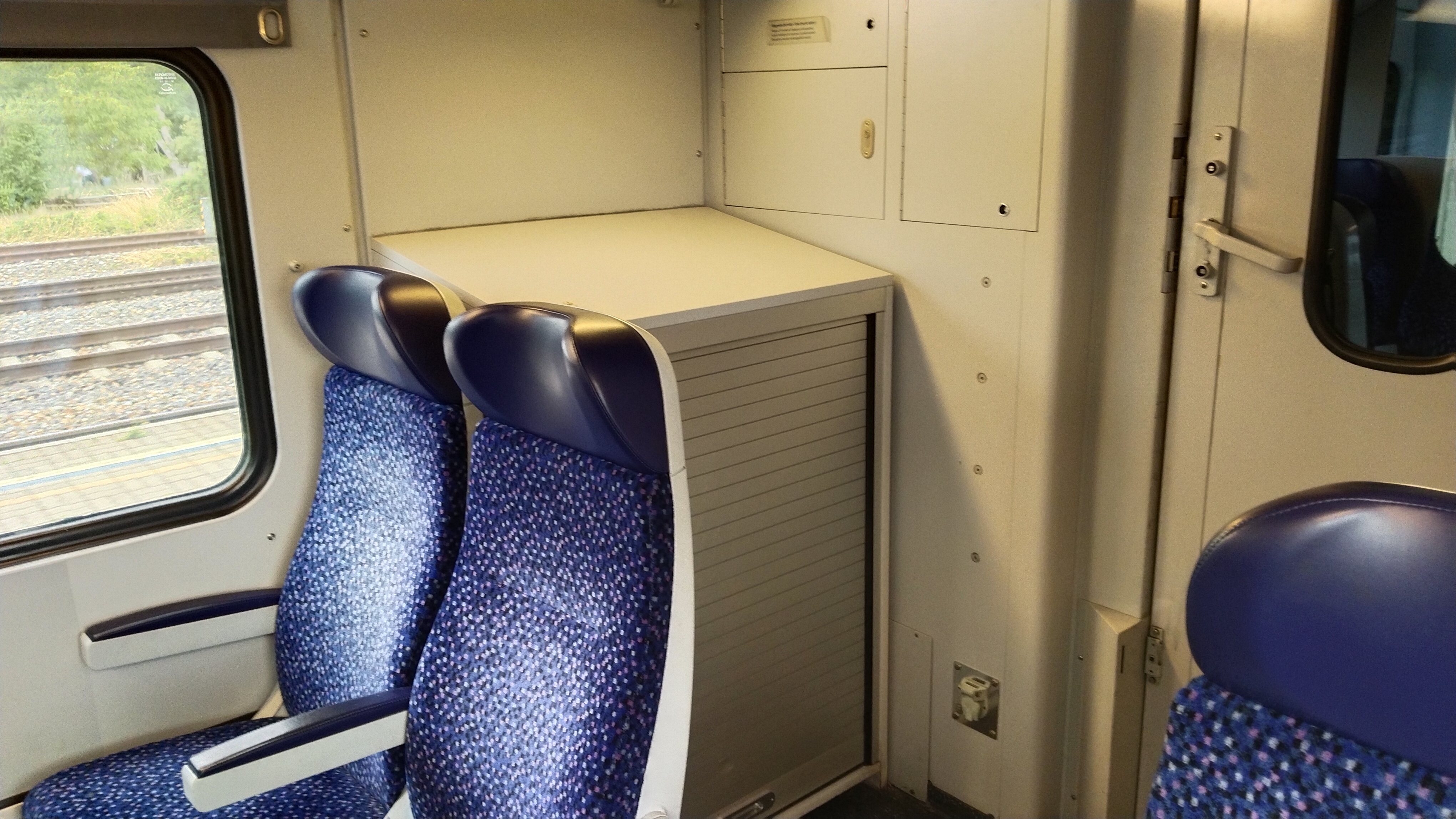
Ein Zwischenwagen mit Schrank.

Die Zwischenwagen der ersten Serie wurden seit 2010 mit mehr Sitzplätzen ausgestattet, da die alten Zugbegleiter-Schränke entfernt wurden. Nur noch wenige Wagen verfügen über solche Schränke. Darunter fällt zum Beispiel der Wagen 26-33 078.
Da sämtliche Fahrzeuge über eine Türraumüberwachung, seitenselektive Türsteuerung, Notbremsüberbrückung und Notsprechsäulen verfügen, wurde bei Doppelstock-Wendezügen ein schaffnerloser Betrieb angedacht.

## CityAirportTrain
Seit Dezember 2003 verkehrt alle 30 Minuten ein City Airport Train (CAT) zwischen Wien Mitte und Flughafen Wien. Hierzu wurden Ende 2003 drei Steuerwagen und sechs Zwischenwagen adaptiert. So wurden bequemere Sitze und Bildschirme in allen neun Fahrzeugen eingebaut, die drei Steuerwagen verloren sämtliche Sitze des Untergeschoßes, da hier das Gepäck gelagert wird. Auch wurden alle Fahrzeuge umlackiert und umnummeriert, die blauen Sitze wurden gegen dunkelgraue mit höherem Komfort getauscht und größtenteils vis-à-vis statt in Reihe angeordnet. Weiters wurden einige Trennwände, Steckdosen und Informationsbildschirme eingebaut.
Zwei Garnituren sind von 05:00 bis 24:00 unterwegs, die dritte ist in den ÖBB-Betriebsanlagen Wien Matzleinsdorf (Abstellbahnhof bei Meidling) als Reserve hinterstellt.
Ende 2010 wurden sämtliche Fahrzeuge (Steuerwagen und Zwischenwagen) einem neuerlichen Redesign unterzogen.

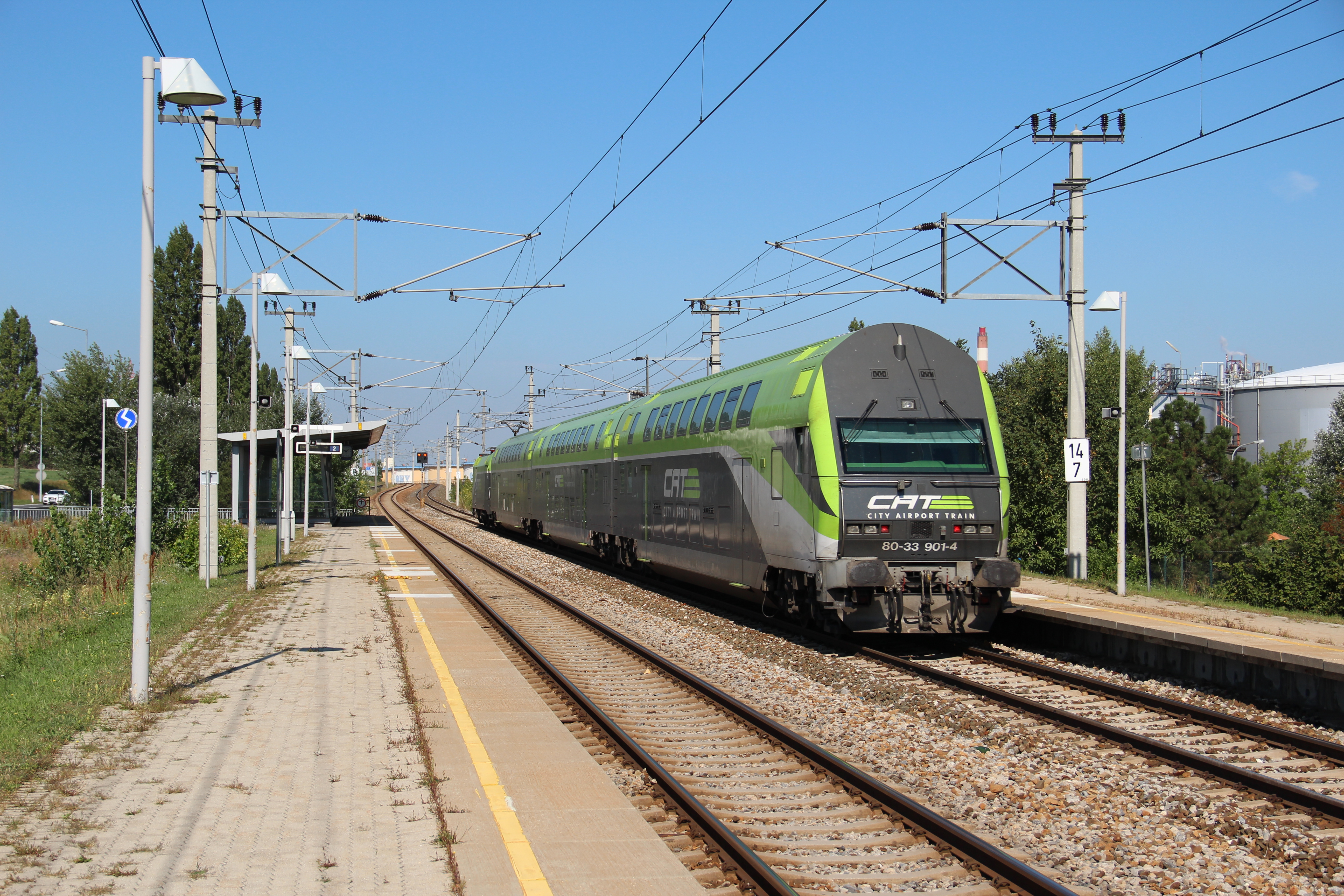
CAT-Garnitur in der aktuellen Lackierung
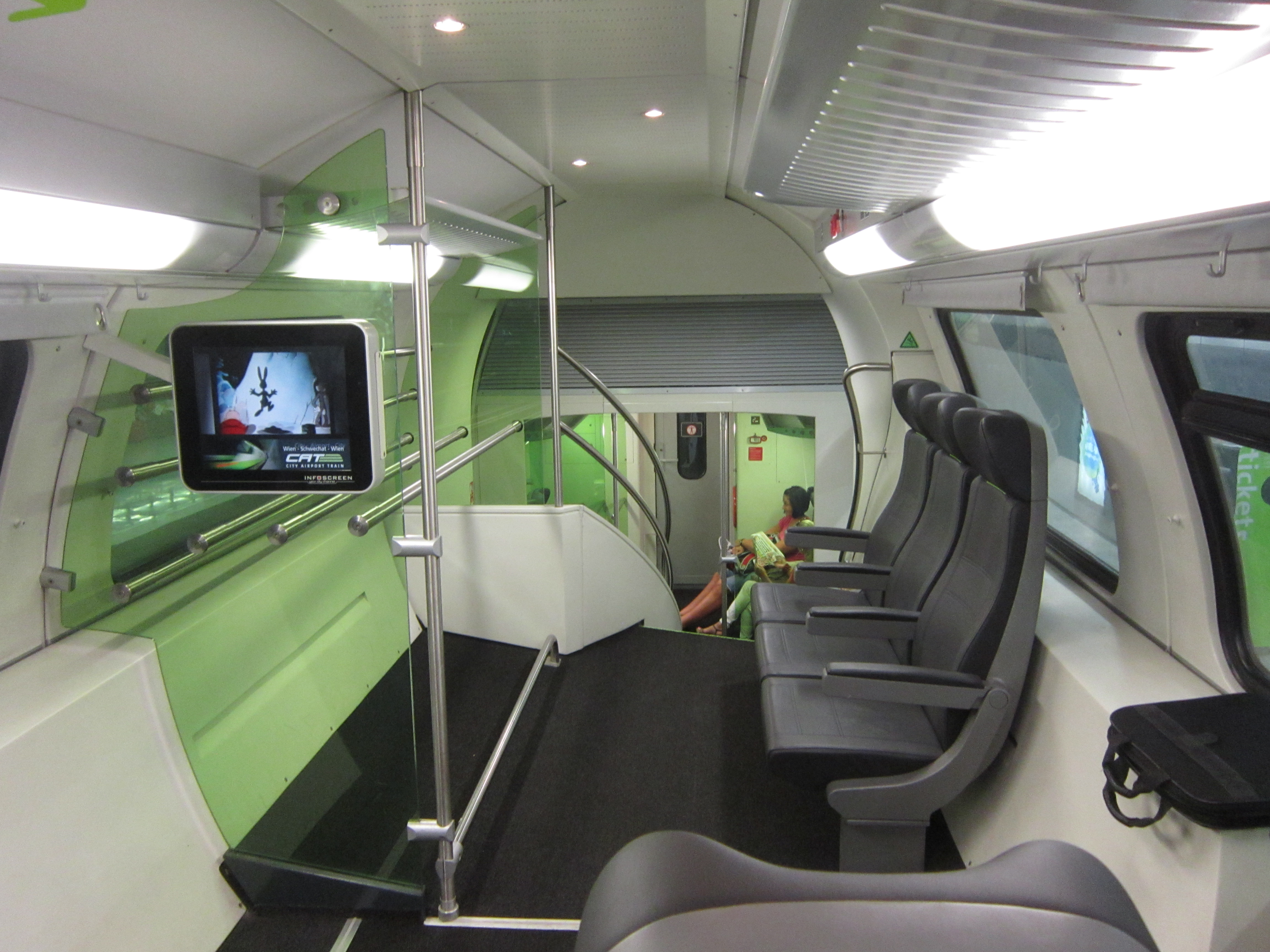
Innenraum des City Airport Train

## Cityjet-Upgrade

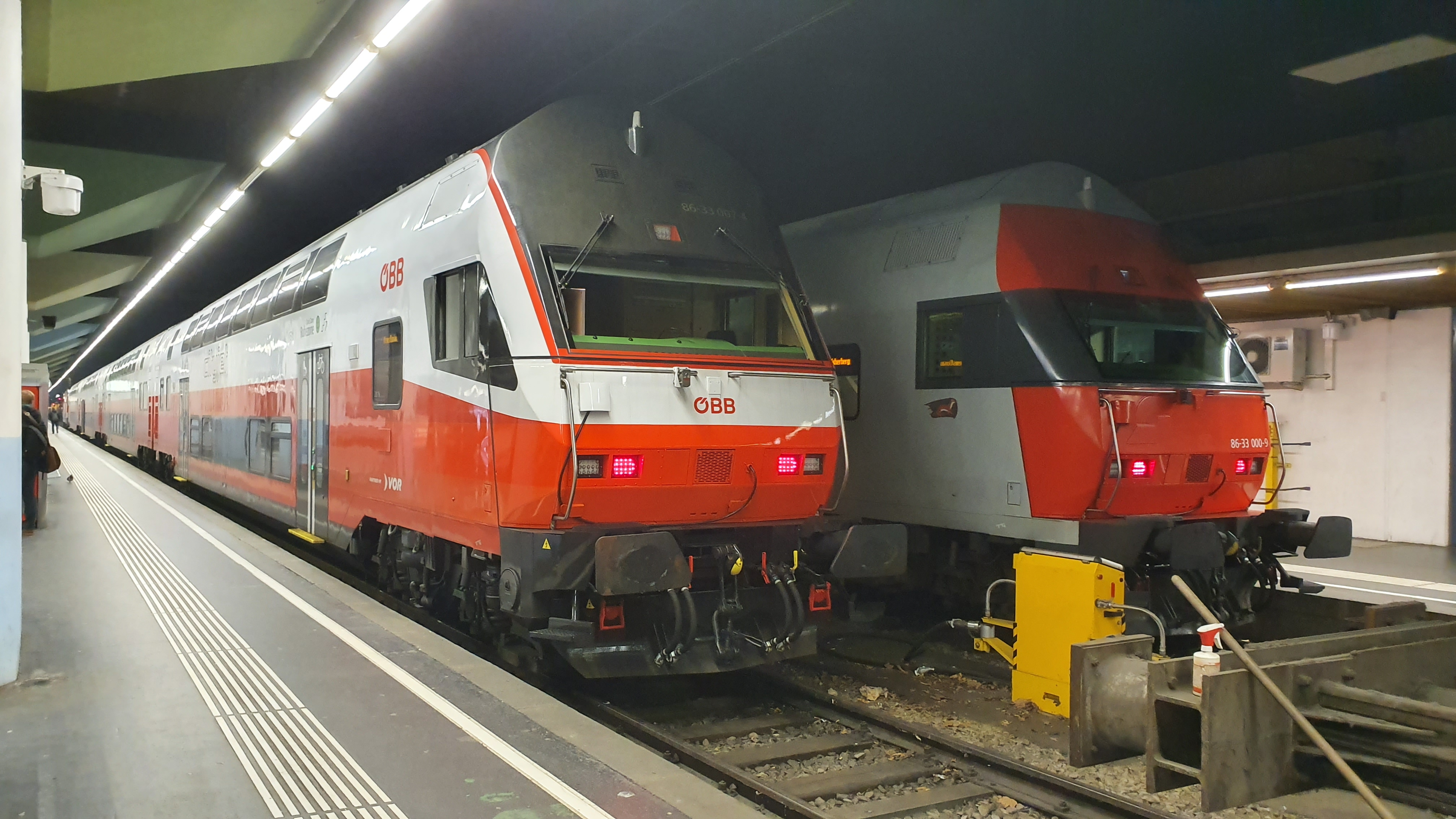
Ein Steuerwagen im CJ-Design neben einem im Schrägdesign

Seit 2019 werden die Doppelstocktriebwagen modernisiert. Sie erhalten, wie andere Baureihen der Nahverkehrsflotte der ÖBB, das aktuelle Nahverkehrsdesign Cityjet. Das Redesign, sowohl innen als auch außen, wird im Rahmen von notwendigen G-Checks (große Fristausbesserung) durchgeführt, wobei die Wagen komplett ausgeräumt und anschließend wieder zusammengebaut werden.

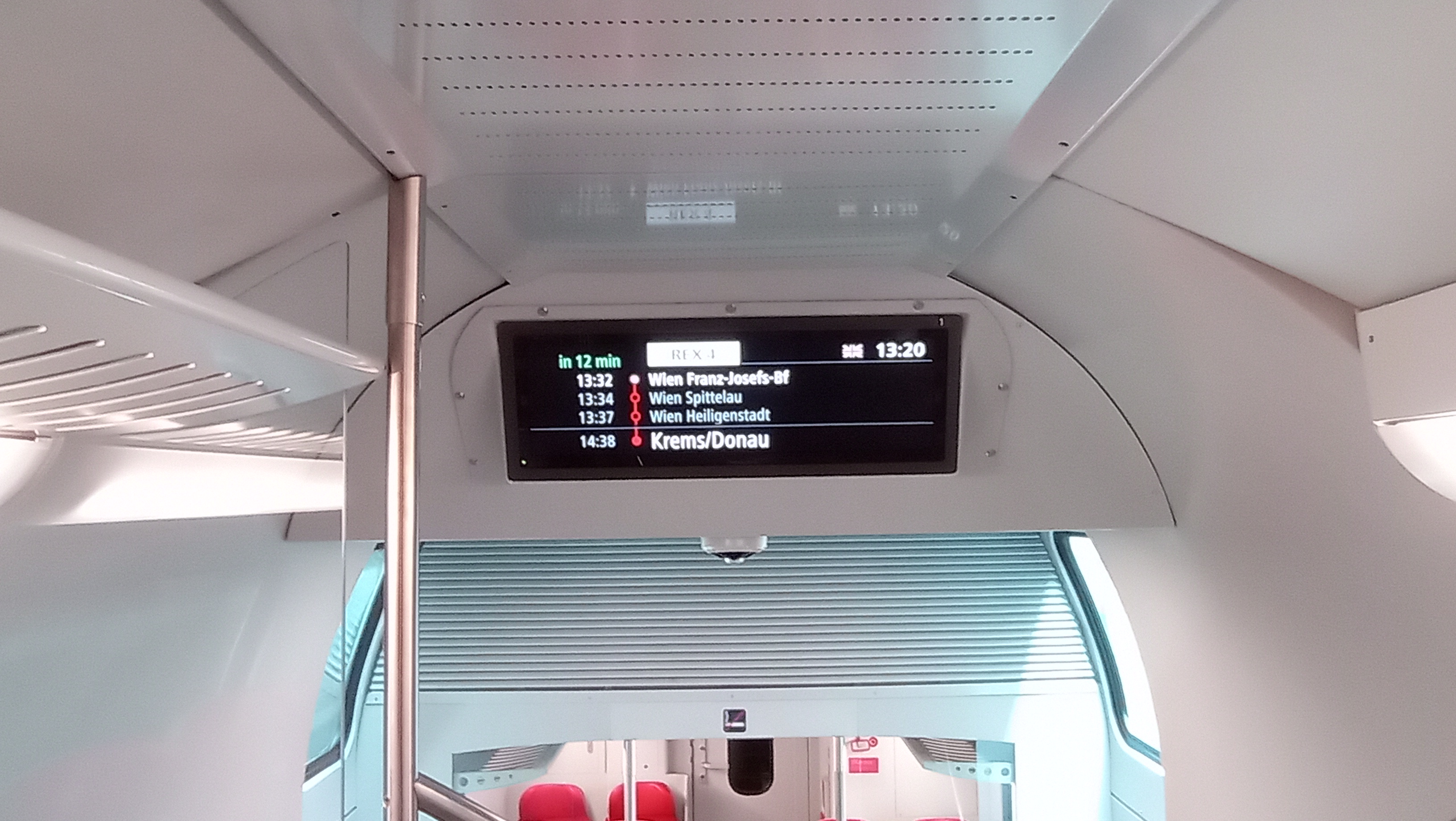
Neues FIS im Oberdeck

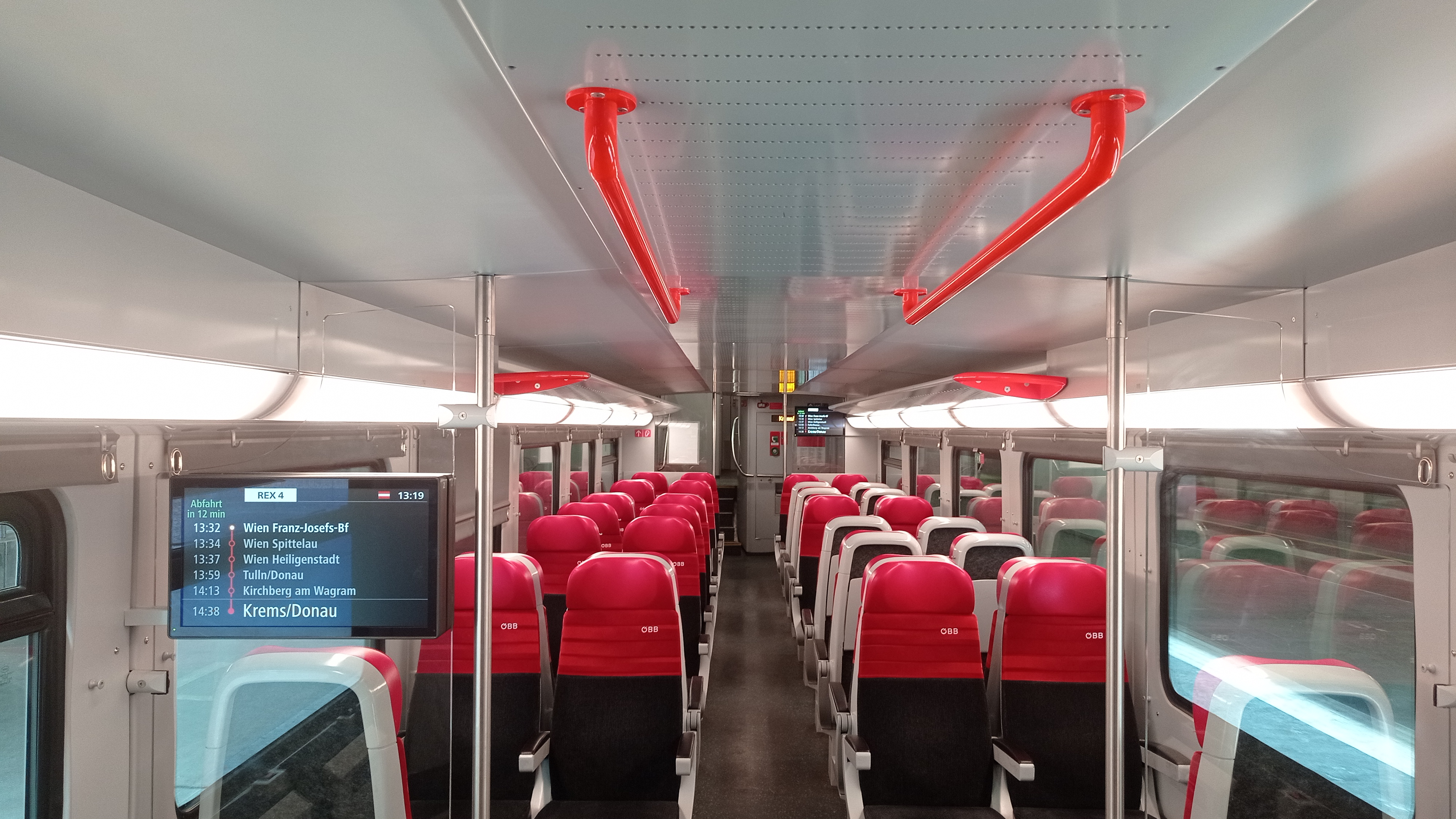
Untere Etage eines Cityjet-Wagens mit neuem FIS

Nachdem der Zwischenwagen 26-33 152 probeweise Sitze mit neuen Bezügen erhalten hatte, wurde im Herbst 2019 im ÖBB-Technische Services Werk St. Pölten mit der Modernisierung der Doppelstockwagen begonnen. Dieses Upgrade inkludiert neben einem neuen Außendesign auch Umgestaltungen im Innenraum: Die Sitze werden neu im Cityjet-Design überzogen und teilweise verändert angeordnet. Im Oberdeck waren ursprünglich hauptsächlich Vierersitzgruppen zu finden, während im Unterdeck Reihensitze dominierten. Seit der Modernisierung sind die für häufigen Fahrgastwechsel besser geeigneten Vierersitzgruppen nun im Unterdeck in Nähe der Einstiegstüren angeordnet, während Reihensitze für längere Fahrten nun vorrangig im Oberdeck zu finden sind. Alle Zwischenwagen erhalten ein Mehrzweckabteil im Unterdeck für Kinderwagen und Fahrräder, welche davor nur die Subserie 26-33.500 verfügte. Ebenso wurde WLAN nachgerüstet.
Weitere Modernisierungen, wie Fahrgastinformationssysteme (FIS) mit Bildschirmen, USB-Steckdosen oder neue Notrufsäulen wurden zunächst in unterschiedlicher Ausprägung installiert, wobei die ersten umgestalteten Fahrzeuge ohne diese in den Einsatz kamen. Seit 2025 sind Fahrzeuge mit allen Modernisierungen im Einsatz.
Der Planeinsatz der ersten umgestalteten vierteiligen Garnitur erfolgte Mitte Dezember 2019 auf der Franz-Josefs-Bahn. Bei den ersten umgestalteten Wagen handelt es sich teilweise um Fahrzeuge, die zuvor bei einem Unfall (Flankenfahrt in Kritzendorf) beschädigt wurden und im Zuge der Unfallreparatur Umgestaltung erfolgte.

## Einsatzgebiete

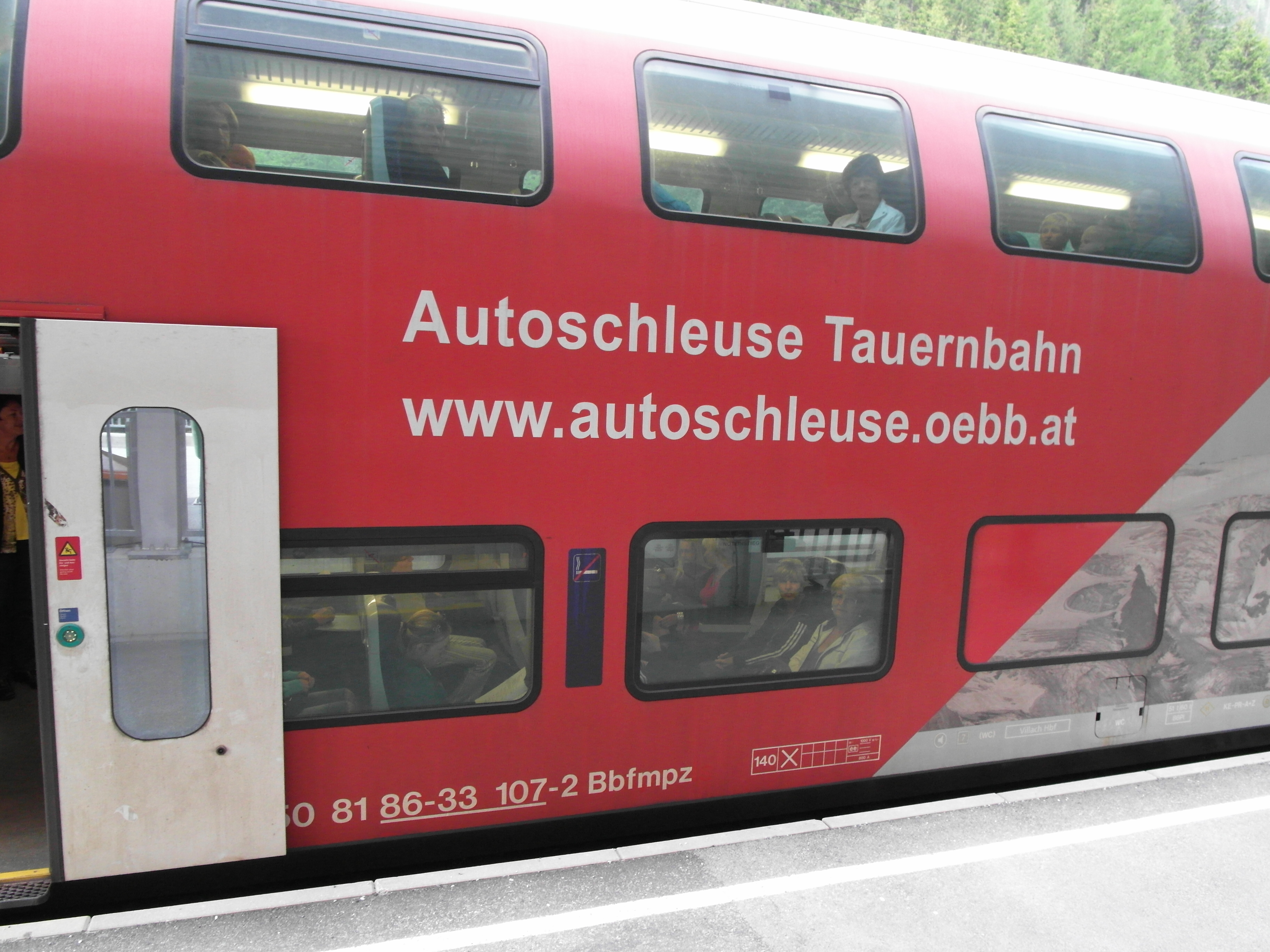
Steuerwagen für die Tauernschleuse

Die Doppelstockwagen kommen als Wendezüge vor allem in Wien und Niederösterreich zum Einsatz, insbesondere auf der Schnellbahn-Stammstrecke und den zuführenden Strecken wie der Nordbahn, Nordwestbahn und der Südbahn. Mit diesen Einsätzen gelangen die Fahrzeuge auch ins benachbarte Ausland nach Tschechien.
Darüber hinaus sind die Fahrzeuge auf der Mattersburger Bahn, Westbahn (in Kombination mit einstöckigen Wagen) und Franz-Josefs-Bahn im Einsatz. Außerhalb Wien, Niederösterreich und des Burgenlands sind Garnituren in Vorarlberg im Einsatz.
Mit Inbetriebnahme der Reihen 4734/4736 und 4746 im Raum Wien ist durch frei werdende Wagen wieder ein Einsatz zwischen Graz und Fehring (S3) und erstmals auch auf den anderen Linien der Grazer S-Bahn (S1, S5, S8, S9) vorgesehen. Bis 2027 sollen in der Steiermark weitgehend alle S-Bahn-Leistungen durch SGP Doppelstockwagen erbracht werden.

### Ehemalige Einsätze
- Laa an der Thaya – Wien Westbahnhof 
(bis 12/2023)
- Krems a. d. Donau – St. Pölten
(bis 12/2019)
- St. Pölten – Hainfeld
(bis 12/2019)
- Tauernschleuse Böckstein – Mallnitz-Obervellach
(bis 2020)
- Graz – Fehring – Szentgotthárd
(bis 2006)
- Wien Südbf (Ost) – Marchegg

## Kompatibilität

### Wendezugsteuerung und Kuppelbarkeit

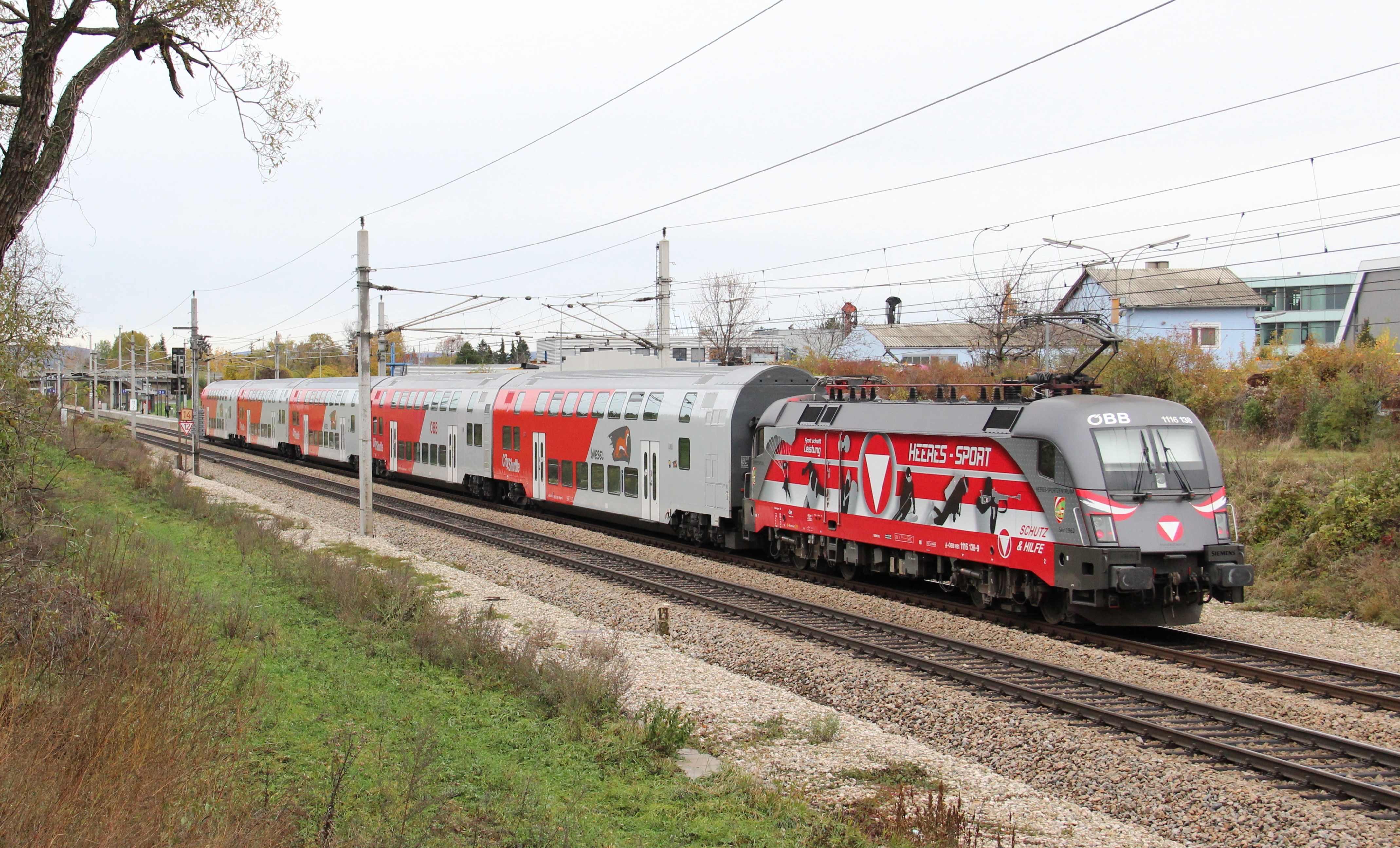
Regionalzug in Perchtoldsdorf mit schiebender Lokomotive 1116 138 „50 Jahre Heeressport“ am Zugschluss

Die doppelstöckigen Wendezüge sind – wie die einstöckigen CityShuttle-Wagen – mit der Wendezugsteuerung ÖBB-WTB nach UIC 556 ausgerüstet und kommen sowohl mit elektrischen als auch Diesellokomotiven zum Einsatz. Dabei werden bzw. wurden die Baureihen 1014, 1016/1116, 1216, 1142, 1144, 1293 und 2016 der ÖBB verwendet. Darüber werden bzw. wurden die Doppelstockwagen auch vereinzelt mit Lokomotiven der Baureihen 470 der MÁV und 470.5 der GySEV eingesetzt.

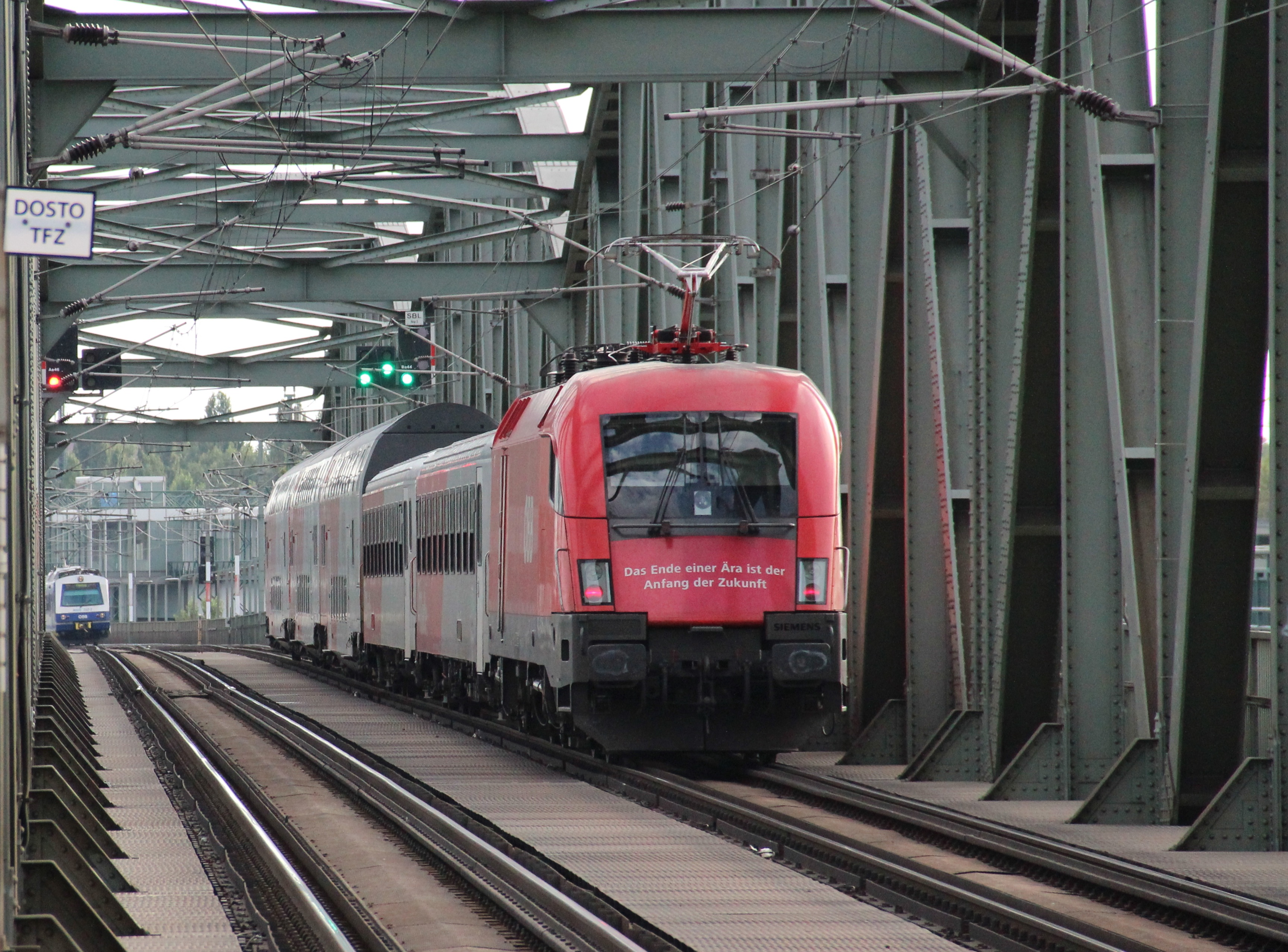
Ein Kamelbuckel-Wendezug auf der Nordbahnbrücke in Wien

Aufgrund der gleichen Wendezusteuerung können einstöckige und doppelstöckige ÖBB-Wendezugwagen frei miteinander kombiniert werden. Solche Garnituren bestehend aus den beiden Wagentypen werden als „Kamelbuckelzug“ bezeichnet und werden etwa auf der Linie REX51 auf der Westbahn zwischen Wien Westbahnhof und St. Pölten (über Neulengbach) planmäßig eingesetzt. So können mehr Garnituren mit barrierefreien Anteil gebildet werden. Oftmals sind dies aber außerplanmäßige Einsätze bei nicht genügend betriebsbereiten Doppelstockwagen. Hierbei gibt es allerdings Einschränkungen, da die Doppelstockwagen etwa über Fahrgastinformationssysteme verfügen, die zentral gesteuert werden und im Mischbetrieb nur eingeschränkt funktionieren.
Die Fahrzeuge sind aufgrund ihrer herkömmlichen Wagenübergänge und Schraubenkupplungen grundsätzlich mit allen Regelfahrzeugen kuppelbar. Im Wendezugbetrieb gibt es hierbei allerdings Einschränkungen. Nur wenn alle Wagen im Zug mit entsprechenden Steuerleitungen ausgerüstet sind, kann die Wendezugsteuerung genutzt werden. Bei Wagen mit 18-poliger UIC-Leitung sind die Adern für die zeitmultiplexe Wendezugsteuerung allerdings praktisch immer vorhanden.

### Lichtraumprofil
Das Lichtraumprofil der Fahrzeuge entsprecht dem sogenannten Profil 150 der ÖBB Infrastruktur. Aufgrund der doppelstöckigen Bauweise sind die Wagen größer als herkömmliche Eisenbahnfahrzeuge und können daher auf folgenden Strecken nicht eingesetzt werden (Stand 2025):
- Wien Hütteldorf – Wien Heiligenstadt (Vorortelinie)
- Leobersdorf – Weißenbach-Neuhaus (Leobersdorfer Bahn)
- Traisen – Freiland
- Payerbach-Reichenau – Mürzzuschlag (Südbahn, Semmeringbahn)
- Sopron – Deutschkreutz
- Sarmingstein – St. Valentin (Donauuferbahn)
- St. Valentin – Kastenreith – Selzthal
- Traun – Selzthal (Pyhrnbahn)
- Linz Urfahr – Aigen-Schlägl (Mühlkreisbahn)
- Linz Franckstraße – Summerau (Summerauer Bahn)
- Attnang-Puchheim – Stainach-Irdning (Salzkammergutbahn)
- Wels – Grünau im Almtal
- Schärding – Ried im Innkreis – Attnang-Puchheim (Hausruckbahn)
- Neumarkt-Kalham – Ried im Innkreis – Braunau am Inn
- Steindorf bei Straßwalchen – Braunau am Inn
- Abzweigung Vöcklabruck 1 – Kammer-Schörfling (Kammerer Bahn)
- Friedberg – Fehring (Thermenbahn)
- Spielfeld-Straß – Bad Radkersburg (Radkersburger Bahn)
- Strecken ehemals im Eigentum der Graz-Köflacher Bahn
- Wörgl Hbf – Schwarzach-St. Veit (Giselabahn)
- Klagenfurt Hbf – Weizelsdorf
- Bleiburg – Staatsgrenze nächst Bleiburg
- Arnoldstein – Hermagor
- Innsbruck – Brenner/Brennero (inkl. Umfahrung Innsbruck)
- Außerfernbahn

Dazu kommen noch Strecken, welche nicht mehr im Regelbetrieb oder nur vom Güterverkehr befahren werden:
- Zellerndorf – Laa an der Thaya
- Schweinbarther Kreuz
- Ölhafenbahn
- Wieselburg – Gresten
- Hieflau – Eisenerz
- Lambach – Laakirchen
- Haiding – Aschach an der Donau
- Strecken um Leoben (nach Trofaiach sowie nach Göss)
- St. Paul im Lavanttal – Zeltweg (Strecke über den Obdacher Sattel)
- Villach Süd – Rosenbach
- Klein Sankt Paul – Launsdorf-Hochosterwitz

Eine Fahrt als außergewöhnliche Sendung ist unter bestimmten Voraussetzungen aber möglich.

## Wagenbezeichnung
Ein Beispiel für die Anschrift eines Zwischenwagens:
```
A-ÖBB 50 81 
26-33 108
-3 Bmpz-dl
```

Folgende Informationen sind darin enthalten:
- A-ÖBB: Eigentümer ÖBB
- 50: Wagen des Binnenverkehres, klimatisiert, nicht nach RIC einsetzbar[12]
- 81: Ländercode für Österreich
- 26-33: Bezeichnung der Wagenbaureihe
- 108: Ordnungsnummer
- 3: Selbstkontrollziffer
- B: Sitzplätze 2. Klasse
- m: Wagen mit einer Länge über Puffer von mindestens 24 m
- p: Personenwagen mit Mittelgang
- z: Wagen mit Einrichtungen, die eine ganzjährige Kupplung mit der Zugsammelschiene erforderlich machen
- d: Doppelstockwagen
- l: Wagen mit durchgehendem UIC-Kabel für Wendezugbetrieb

Ein Beispiel für die Anschrift eines Steuerwagens:
```
A-ÖBB 50 81 
86-33 203
-9 Bbfmpz
```

Folgende Informationen sind darin enthalten:
- A-ÖBB: Eigentümer ÖBB
- 50: Wagen des Binnenverkehres, klimatisiert, nicht nach RIC einsetzbar[13]
- 81: Ländercode für Österreich
- 86-33: Bezeichnung der Wagenbaureihe
- 203: Ordnungsnummer
- 9: Selbstkontrollziffer
- B: Sitzplätze 2. Klasse
- b: Wagen mit Ausrüstung für körperlich Behinderte (hier: Platz für Rollstuhl, rollstuhltaugliches WC)
- f: Steuerwagen
- m: Wagen mit einer Länge über Puffer von mindestens 24 m
- p: Personenwagen mit Mittelgang
- z: Wagen mit Einrichtungen, die eine ganzjährige Kupplung mit der Zugsammelschiene erforderlich machen